# Curling Club 66 Cortina
Il Curling Club 66 Cortina è l'associazione sportiva di questa disciplina che vanta il primato di curling club ancora attivo più antico d'Italia, oltre ad essere il club con più titoli italiani complessivi (19, di cui 8 maschili e 11 femminili) e più titoli italiani del campionato femminile (11).

## Storia
Il Club venne fondato nel 1966 da Renato Ghezze, Paolo Da Ros, Lino Mariani e compagni. Il presidente del CC 66, Massimo Antonelli, è anche il vicepresidente dell'Associazione Curling Cortina (ACC), fondazione che riunisce e rappresenta i sei club di Cortina d'Ampezzo.

## Palmarès
- Campionati italiani di curling maschile: 8
1968, 1971, 1972, 1973, 1974, 1975, 1976, 1978
- Campionati italiani di curling femminile: 11
1977, 1978, 1980, 1981, 1982, 1983, 1984, 1985, 1986, 1990 
1991